# تیپ‌های پیروزی
 تیپ‌های پیروزی (عربی: ألوية النصر) یک گروه شورشی سوری است که متشکل از ۱۴ گروه شورشی در شهر اعزاز است. این گروه در تلاش برای اتحاد نظامی و سیاسی گروهای مخالف جدا شده در این منطقه است. هدف این گروه جلوگیری از تجزیه شمال سوریه و شکستن محاصره شهر مارع است. بلافاصله پس از تشکیل این گروه در ژوئن ۲۰۱۶ رهبران آن توسط جبهه شام به اتهام همکاری با روسیه دستگیر شدند.